# Пшеводово-Подуховне
Пшеводово-Подуховне (пол. Przewodowo Poduchowne) — село в Польщі, у гміні Ґзи Пултуського повіту Мазовецького воєводства.
Населення — 98 осіб (2011).

## Демографія
Демографічна структура станом на 31 березня 2011 року:
|          | Загалом | Допрацездатний вік | Працездатний вік | Постпрацездатний вік |
| -------- | ------- | ------------------ | ---------------- | -------------------- |
| Чоловіки | 56      | 17                 | 33               | 6                    |
| Жінки    | 42      | 6                  | 28               | 8                    |
| Разом    | 98      | 23                 | 61               | 14                   |